# Embrace Me Beauty
Embrace Me Beauty är The Plans andra studioalbum, utgivet 2004 på Majesty Recordings.

## Låtlista[2]
1. "Young & Armed" - 4:51
2. "Embrace Me Beauty" - 4:39
3. "I'm Not with Her No More" - 3:50
4. "Ding Dong" - 2:28
5. "Autumn" - 5:47
6. "We Stopped Running" - 3:32
7. "Emma" - 3:21
8. "Friends Getting Cold" - 4:05
9. "Pass Me By" - 4:00
10. "The Mother's Love" - 5:58
11. "I Watch Myself" - 5:23

## Listplaceringar
| Lista (2004) | Topplacering |
| ------------ | ------------ |
| Sverige      | 31           |